# 珠江路 (合肥)
珠江路，安徽省合肥市南部城区的一条东西向主干道，得名自珠江，道路起自 环湖北路，穿越滨湖新区南侧、经开区西南侧后止于蓬莱路。因经过合肥港派河港区，莲花路以西又称疏港大道。沿路有合肥融创乐园、北涝圩湿地公园、合肥轨道交通珠江路车辆段、安徽省党风廉政教育基地、合肥港派河港区等。

## 轨道交通
- █ 1号线：丙子铺站⇄九联圩站